# 草壁レイ
草壁レイ（くさかべ レイ）は、日本の漫画家・イラストレーター。サークル名は個人の場合『oblate』、合同の場合『LOVE;la,BOOK』を名乗っている。

## 来歴
活動初期は『ラグナロクオンライン』など商業作品のアンソロジーや同人誌を中心に活動していた。『ラグナロクオンライン』のアンソロジーでは固有キャラクターたちを主人公にしており、後にそれらをまとめた同人誌を発売。漫画家活動を得てオリジナル作品の『ネフィリム』を連載した。2015年から『せんせい、まちがってます。 』のコミカライズを担当したのを始めに主にゲームやライトノベルのコミカライズを手掛けるようになった。初期は性描写が一切ない硬派な作風だったが、コミカライズを担当するにあたって性描写が大幅に増えるようになった。

## 作品リスト

### 漫画作品

#### 連載
- ネフィリム（『月刊コミックアライブ』2006年 - 2008年、全3巻）
- アイドルマスター -Your Mess@ge-（『Side-BN』、全1巻）
- みこたま（『コミックヴァルキリー』、全1巻）
- いいなり!!吸血姫（『月刊コミックアライブ』2008年 - 2010年、全3巻）
- AKIBA'S TRIP2（『WEBコミックガンマ』2014年[3] - 2015年、全2巻）
- せんせい、まちがってます。（『月刊コミックアライブ』2014年[4] - 2015年、全1巻） - 草壁レイ初のコミカライズ
- 非オタの彼女が俺の持ってるエロゲに興味津々なんだが……（『月刊ドラゴンエイジ』2016年[5] - 2019年、全6巻）
- 俺のメガネはたぶん世界征服できると思う。（『コミック アース・スター』2018年[6] - 2022年[7]、全5巻）
- 継母の連れ子が元カノだった（『ドラドラしゃーぷ#』→『ドラドラふらっと♭』2019年 - 連載中、既刊10巻）

#### 読み切り
- 三丁目の天使（『月刊キスカ』2016年7月号）

### アンソロジー
- アイドルマスターコミックアンソロジー（2巻）
- ラグナロクオンラインコミックアンソロジーVOL.22
- ラグナロクオンライン 4コママンガ笑スタジアムシリーズ
- ラグナロクオンライン4コマkingdom（アクションコミックス KINGDOMシリーズ）
- 真・恋姫†無双～萌将伝～恋ノ祭編(春・夏・秋・冬・春2・夏2・秋2・冬2)
- 真・恋姫・無双～萌将伝～好色祭之巻(2・4・6巻)
- 真・恋姫・無双萌将伝悶姫之巻(3・5巻)
- ガールフレンド(♪) 電撃コミックアンソロジー
- 艦隊これくしょん -艦これ- アンソロジーコミック 横須賀鎮守府編(2・13・14巻)
- マジキュー4コマ 真・恋姫無双 萌将伝(18・19巻)
- 真・恋姫無双 外史祭典（7巻）
- マジキュー4コマ マブラヴ オルタネイティヴ トータル・イクリプス(2巻)
- マジキュー4コマ ペルソナ4 ジ・アルティメット イン マヨナカアリーナ(2巻)
- マジキュー4コマ　フォトカノ(1巻)
- フォトカノ Omnibus Album
- マジキュー4コマ　ブラック★ロックシューター THE GAME(1～2巻)
- マジキュー4コマ すーぱーそにこみっく
- マジキュー4コマ ヨスガノソラ（1～2巻）
- マジキュー4コマ　処女はお姉さまに恋してる 2人のエルダー(1～3巻)
- マジキュー4コマ　俺たちに翼はない（1巻）
- マジキュー4コマ　CLANNAD（1～3巻・5・6・8巻）
- アイドルマスターコンセプトコミック （オン・オフ）
- ヴァンパイア リザレクション オフィシャルアンソロジーコミック
- 快盗天使ツインエンジェル2 コミックアラカルト・ファントム版
- 異国迷路のクロワーゼ ～キャラクタートリビュート～

### その他
- すーぱーそに子 10th Anniversary アナザークリエイター ビジュアルファンブック(とらのあな)
- ブースターパック『アゾールの黒い旋風』カードイラスト
- ブースターパック『悠久のハルシオン』カードイラスト
- がーぱら カバーイラスト
- 萌えこれ『濡れスケ』カラーイラスト
- よいこの萌えっ娘！ 濡れスケ!!カラーイラスト
- コミックゼロエクス6月号カラーイラスト
- ヴァイスシュヴァルツ　ブースターパック『アイドルマスター２』カラーイラスト(ブシロード)
- 剣と魔法と学園モノ。３ ビジュアルBOOK　カードイラスト(アクワイア)